# NGC 1691
NGC 1691 je galaksija u zviježđu Orionu.

## Vanjske poveznice
- SEDS: NGC 1691